# Каштановохохлый ампелион
Каштановохохлый ампелион (лат. Ampelion rufaxilla) — вид птиц рода ампелионы семейства котинговых.

## Распространение
Два подвида распространены в Андах Колумбии и, вероятно, на крайнем севере Эквадора (к западу от Сукумбиоса); и в южных Андах Эквадора (юг Самора-Чинчипе), Перу и Боливии (Ла-Пас, Кочабамба).

## Описание
Длина от 20,5 до 21 см. У представителей данного вида серовато-голубой клюв с чёрным кончиком. Темя черноватое. Спина оливково-серая; крылья и хвост черноватые. Верхняя часть груди серая, остальная часть и брюхо зеленовато-желтые.